# Old Point Comfort
Pour les articles homonymes, voir Point Comfort.
Old Point Comfort, anciennement Point Comfort, est un cap de la ville indépendante de Hampton (Virginie), en Virginie. Il est situé à l'extrémité de la péninsule de Virginie à l'embouchure d'Hampton Roads.
En août 1619, c'est à cet endroit qu'arrive le premier convoi documenté d'esclaves africains (voir aussi colonie de Virginie).